# Férin
Férin est une commune française, située dans le département du Nord en région Hauts-de-France.

## Géographie

### Communes limitrophes
| Courchelettes      | Lambres-lez-Douai | Sin-le-Noble |
| Corbehem           | Férin             | Dechy        |
| Gouy-sous-Bellonne | Estrées           | Gœulzin      |

### Hydrographie

#### Réseau hydrographique
La commune est située dans le bassin Artois-Picardie. Elle est drainée par la dérivation de la Petite Sensée, la Petite Sensée, le Filet de Noyelles,.

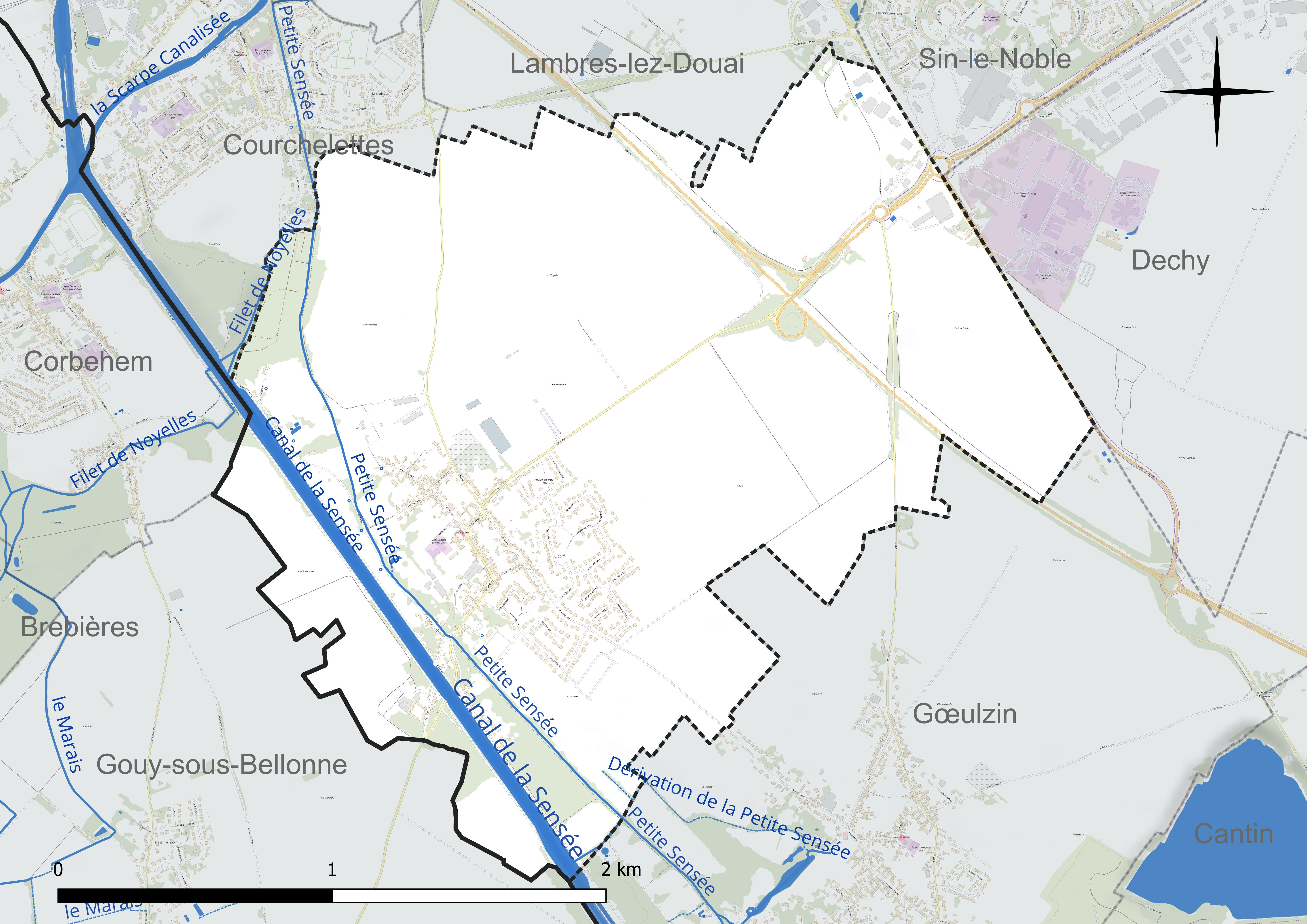
Réseau hydrographique de Férin.

#### Gestion et qualité des eaux
Le territoire communal est couvert par le schéma d'aménagement et de gestion des eaux (SAGE) « Scarpe amont ». Ce document de planification concerne un territoire de 553 km2 de superficie, délimité par le bassin versant de la Scarpe amont et se composant de trois vallées : celle de la Scarpe, du Gy et du Crinchon. Le périmètre a été arrêté le 15 juillet 2010 et le SAGE proprement dit a été approuvé le 19 décembre 2023. La structure porteuse de l'élaboration et de la mise en œuvre est la communauté urbaine d'Arras. 
La qualité des cours d'eau peut être consultée sur un site dédié géré par les agences de l'eau et l'Agence française pour la biodiversité. 

### Climat
Pour des articles plus généraux, voir Climat des Hauts-de-France et Climat du Nord.
En 2010, le climat de la commune est de type climat océanique dégradé des plaines du Centre et du Nord, selon une étude du CNRS s'appuyant sur une série de données couvrant la période 1971-2000. En 2020, Météo-France publie une typologie des climats de la France métropolitaine dans laquelle la commune est exposée à un climat océanique et est dans la région climatique  Nord-est du bassin Parisien, caractérisée par un ensoleillement médiocre, une pluviométrie moyenne régulièrement répartie au cours de l'année et un hiver froid (3 °C). 
Pour la période 1971-2000, la température annuelle moyenne est de 10,5 °C, avec une amplitude thermique annuelle de 14,5 °C. Le cumul annuel moyen de précipitations est de 683 mm, avec 11,8 jours de précipitations en janvier et 9,1 jours en juillet. Pour la période 1991-2020, la température moyenne annuelle observée sur la station météorologique la plus proche, située sur la commune de Douai à 5 km à vol d'oiseau, est de 11,0 °C et le cumul annuel moyen de précipitations est de 729,2 mm,. Pour l'avenir, les paramètres climatiques de la commune estimés pour 2050 selon différents scénarios d'émission de gaz à effet de serre sont consultables sur un site dédié publié par Météo-France en novembre 2022.

## Urbanisme

### Typologie
Au 1er janvier 2024, Férin est catégorisée ceinture urbaine, selon la nouvelle grille communale de densité à sept niveaux définie par l'Insee en 2022.
Elle est située hors unité urbaine. Par ailleurs la commune fait partie de l'aire d'attraction de Douai, dont elle est une commune de la couronne,. Cette aire, qui regroupe 61 communes, est catégorisée dans les aires de 50 000 à moins de 200 000 habitants,.

### Occupation des sols
L'occupation des sols de la commune, telle qu'elle ressort de la base de données européenne d'occupation biophysique des sols Corine Land Cover (CLC), est marquée par l'importance des territoires agricoles (83,9 % en 2018), une proportion sensiblement équivalente à celle de 1990 (83,3 %). La répartition détaillée en 2018 est la suivante : 
terres arables (80,2 %), zones urbanisées (12 %), zones agricoles hétérogènes (3,8 %), zones industrielles ou commerciales et réseaux de communication (2,3 %), forêts (1,8 %). L'évolution de l'occupation des sols de la commune et de ses infrastructures peut être observée sur les différentes représentations cartographiques du territoire : la carte de Cassini (XVIIIe siècle), la carte d'état-major (1820-1866) et les cartes ou photos aériennes de l'IGN pour la période actuelle (1950 à aujourd'hui).

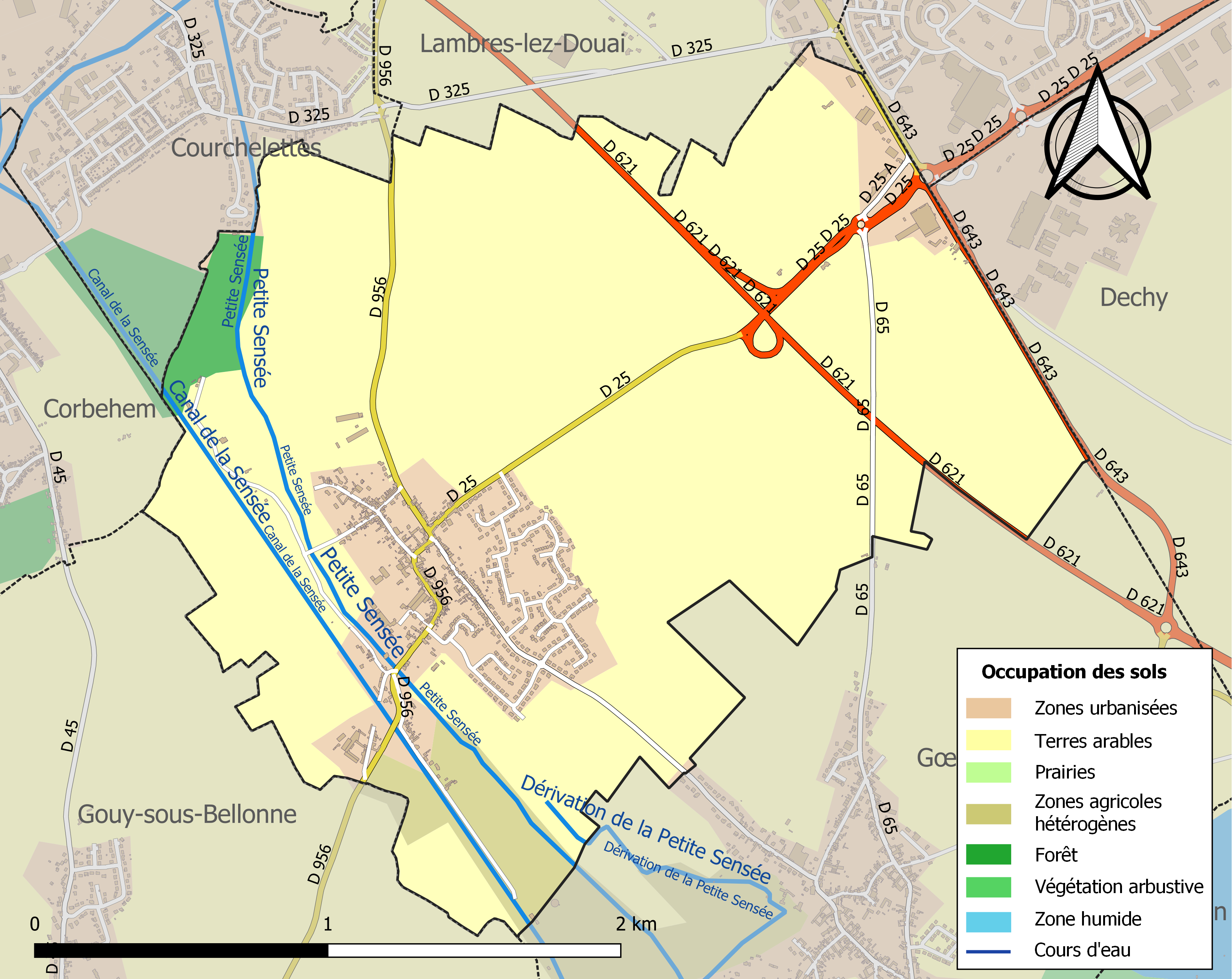
Carte des infrastructures et de l'occupation des sols de la commune en 2018 (CLC).

### Voies de communication et transports
Férin est desservie par la ligne 20 du réseau urbain Évéole et par la ligne 411 du réseau interurbain du Pas-de-Calais.

## Toponymie
Le nom de la localité est attesté sous les formes Ferinium à la fin du XIe siècle et en 1107 (époque plus ancienne de l'existence de l'agglomération), Ferein à la fin du XIIe siècle, Fierin en 1205, Ferin au début du XIIIe siècle.

## Histoire
- Site paléolithique, puis occupation romaine, Férin tire son nom de ferinius. La seigneurie appartenait à l'abbaye de Saint-Amand.
- 1804 un pot de terre rougeâtre contenant 1800 médailles romaines la plupart à l'effigie de Postume a été trouvé[16]. Postume était empereur en Gaule en 260 ap JC

## Héraldique
|  | Les armes de Férin se blasonnent ainsi :Parti : au 1, d'or à une demi-aigle de sable mouvante du parti ; au 2, d'azur semé de fleurs de lis d'or. |

## Politique et administration

### Tendances politiques et résultats
Lors du premier tour des élections municipales le 15 mars 2020, quinze sièges sont à pourvoir ; on dénombre 1 138 inscrits, dont 719 votants (63,18 %), 6 votes blancs (0,83 %) et 705 suffrages exprimés (98,05 %). La liste Ensemble & autrement, Férin menée par Michel Pederencino recueille 338 voix (47,94 %), elle est suivie par la liste Férin pour la vie menée par Alain Druelle avec 199 voix (28,23 %) et par la liste Férinois, une équipe engagée pour vous de la maire sortante Monique Parent avec 168 voix (23,83 %). Aucun siège n'est pourvu à l'issue du premier tour,.

### Liste des maires
Maire en 1802-1803 : Heddebaud.
Alexandre Géry Heddebault a pour fils le député Géry Heddebault.
Maire en 1807 : Mollet.
Maire en 1808 : Hache.
Maire en 1881 : Couppé.
| Identité                                                 | Période        | Période        | Durée            | Étiquette   |
| Identité                                                 | Début          | Fin            | Durée            | Étiquette   |
| -------------------------------------------------------- | -------------- | -------------- | ---------------- | ----------- |
| Marcel Modave (d), (25 février 1927 - 22 septembre 2005) | mars 1971      | mars 1977      | 6 ans            |             |
| Bernard Roger (d) (1er août 1924 - 17 juin 1998)         | mars 1977      | juin 1995      | 18 ans et 3 mois |             |
| Raymond Sibille (d) (20 mars 1934 - 12 octobre 2014)     | juin 1995      | mars 2001      | 5 ans et 9 mois  |             |
| Jean-Pierre Leignel (d) (12 mai 1940 - 11 mars 2018)     | mars 2001      | mars 2014      | 13 ans           |             |
| Monique Parent (d) (née le 24 août 1956)                 | mars 2014      | 2 juillet 2020 | 6 ans et 4 mois  | indépendant |
| Michel Pederencino (d) (né le 12 juin 1952)              | 3 juillet 2020 | En cours       | 5 ans et 6 jours |             |
| Alexandre Géry Heddebault (d)                            |                |                |                  |             |

## Population et société

### Démographie

#### Évolution démographique
L'évolution du nombre d'habitants est connue à travers les recensements de la population effectués dans la commune depuis 1793. Pour les communes de moins de 10 000 habitants, une enquête de recensement portant sur toute la population est réalisée tous les cinq ans, les populations de référence des années intermédiaires étant quant à elles estimées par interpolation ou extrapolation. Pour la commune, le premier recensement exhaustif entrant dans le cadre du nouveau dispositif a été réalisé en 2006.

En 2022, la commune comptait 1 441 habitants, en évolution de −2,11 % par rapport à 2016 (Nord : +0,51 %, France hors Mayotte : +2,11 %).
| 1793 | 1800 | 1806 | 1821 | 1831 | 1836 | 1841 | 1846 | 1851 |
| ---- | ---- | ---- | ---- | ---- | ---- | ---- | ---- | ---- |
| 433  | 494  | 488  | 536  | 642  | 626  | 627  | 652  | 653  |

| 1856 | 1861 | 1866 | 1872 | 1876 | 1881 | 1886 | 1891 | 1896 |
| ---- | ---- | ---- | ---- | ---- | ---- | ---- | ---- | ---- |
| 700  | 724  | 779  | 828  | 800  | 799  | 791  | 769  | 829  |

| 1901 | 1906 | 1911 | 1921 | 1926 | 1931 | 1936 | 1946 | 1954 |
| ---- | ---- | ---- | ---- | ---- | ---- | ---- | ---- | ---- |
| 892  | 802  | 804  | 575  | 660  | 703  | 703  | 701  | 774  |

| 1962 | 1968 | 1975 | 1982  | 1990  | 1999  | 2006  | 2011  | 2016  |
| ---- | ---- | ---- | ----- | ----- | ----- | ----- | ----- | ----- |
| 783  | 834  | 789  | 1 318 | 1 391 | 1 351 | 1 338 | 1 500 | 1 472 |

| 2021  | 2022  | - | - | - | - | - | - | - |
| ----- | ----- | - | - | - | - | - | - | - |
| 1 447 | 1 441 | - | - | - | - | - | - | - |

#### Pyramide des âges
La population de la commune est relativement jeune.
En 2018, le taux de personnes d'un âge inférieur à 30 ans s'élève à 33,1 %, soit en dessous de la moyenne départementale (39,5 %). À l'inverse, le taux de personnes d'âge supérieur à 60 ans est de 26,5 % la même année, alors qu'il est de 22,5 % au niveau départemental.
En 2018, la commune comptait 740 hommes pour 729 femmes, soit un taux de 50,37 % d'hommes, largement supérieur au taux départemental (48,23 %).
Les pyramides des âges de la commune et du département s'établissent comme suit.
| Hommes | Classe d’âge | Femmes |
| ------ | ------------ | ------ |
| 0,1    | 90 ou +      | 0,4    |
| 4,9    | 75-89 ans    | 6,0    |
| 20,4   | 60-74 ans    | 21,2   |
| 20,3   | 45-59 ans    | 19,1   |
| 19,8   | 30-44 ans    | 21,5   |
| 12,7   | 15-29 ans    | 12,4   |
| 21,8   | 0-14 ans     | 19,3   |

| Hommes | Classe d’âge | Femmes |
| ------ | ------------ | ------ |
| 0,5    | 90 ou +      | 1,4    |
| 5,3    | 75-89 ans    | 8,1    |
| 14,8   | 60-74 ans    | 16,2   |
| 19,1   | 45-59 ans    | 18,4   |
| 19,5   | 30-44 ans    | 18,7   |
| 20,7   | 15-29 ans    | 19,1   |
| 20,2   | 0-14 ans     | 18     |

## Lieux et monuments

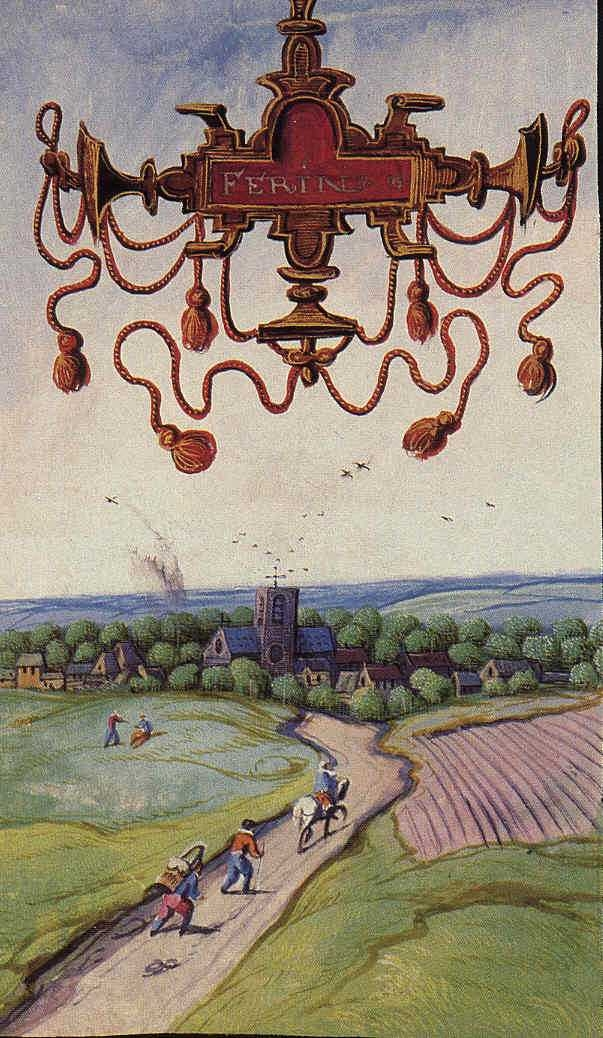
Férin 1600 Cartulaire du Duc Charles de Croÿ

### Église Saint-Amand
- Église Saint-Amand construite en 1922

#### Maître-Autel de l'église
Autel, gradin d'autel, tabernacle 
- Sculpture XVIIIe siècle en l'église Saint-Amand
- Description : bois  taillé et peint. À l'origine l'ensemble était peint en blanc et or avec des glaces. Par la suite, il a été entièrement repeint en blanc. La cuve du maître-autel est galbée, avec en son centre un médaillon représentant Saint Jean-Baptiste portant la croix.
- Dimensions : hauteur 200  ; largeur 350
- Provenance :  Couvent des chartreux de Douai. A ensuite été transporté à Notre-Dame de Douai pour être finalement installé à Férin. Style Louis XV.
- Inscrit le 25/07/1975 au titre objet dans le classement Monuments historiques
- propriété de la commune

 Source Patrimoine de France

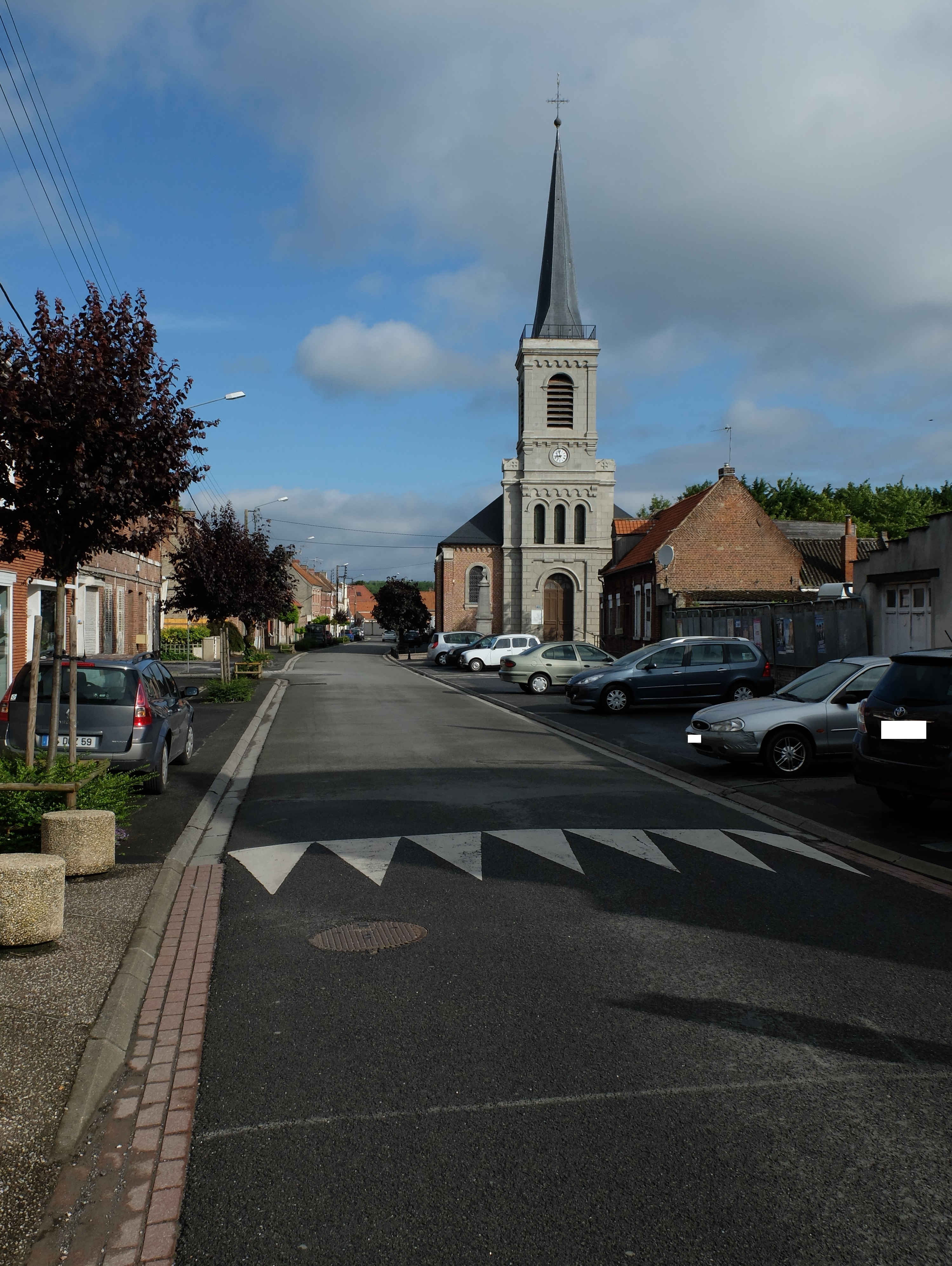
L'église Saint-Amand
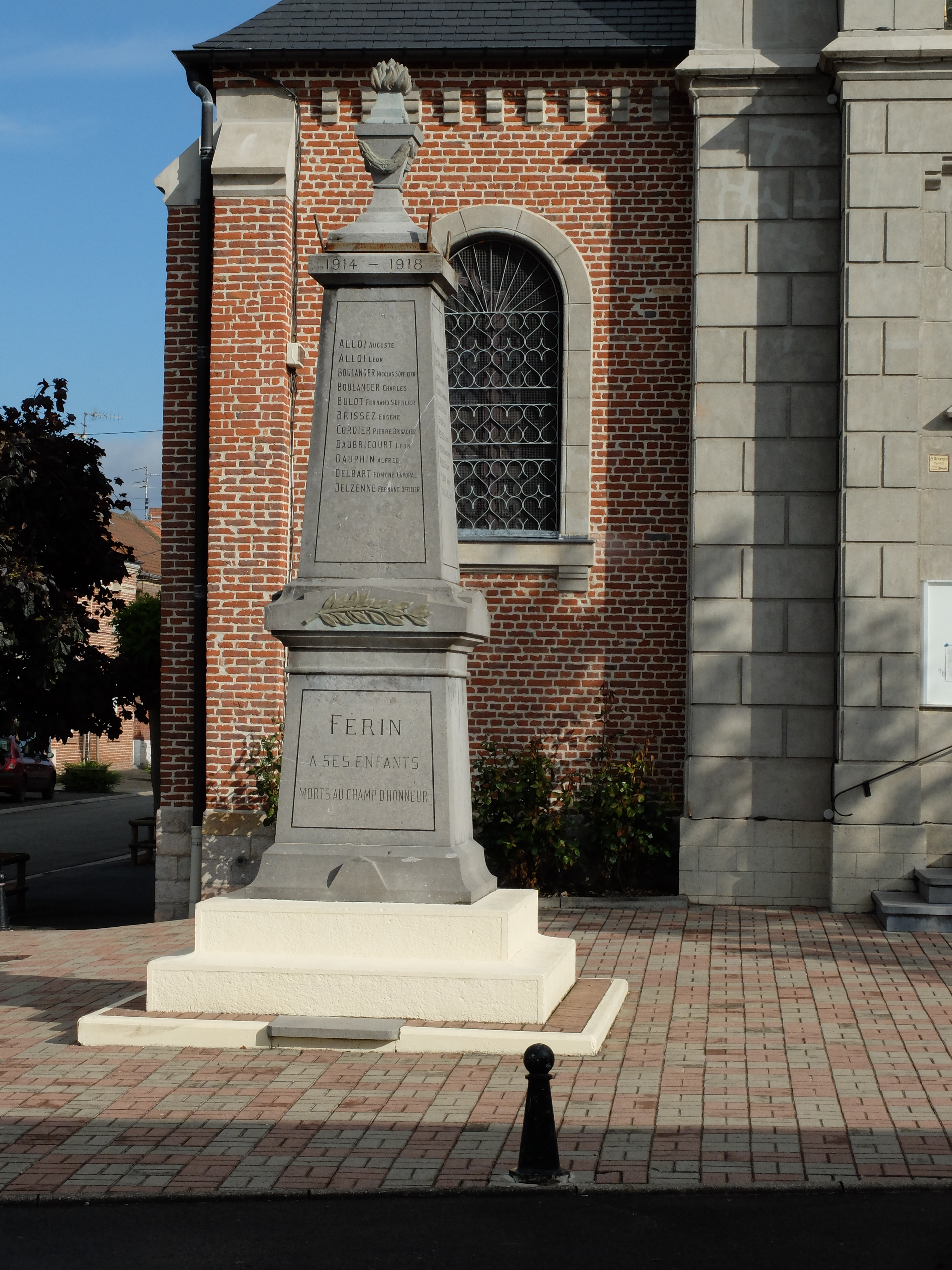
Le monument aux morts

#### Jugement dit des "Cloches"
- Bruit de Cloches
- Source Journal des maires

## Personnalités liées à la commune
- Géry Heddebault (1803-1875), député de 1848 à 1849[37].

### Folklore
Férin a pour géante Géraldine Grognon tandis que Rosalie a disparu.

## Pour approfondir